# Сеста
Сеста (фр. Cestas) насеље је и општина у југозападној Француској у региону Аквитанија, у департману Жиронда која припада префектури Бордо.
По подацима из 2011. године у општини је живело 16.417 становника, а густина насељености је износила 164,88 становника/km². Општина се простире на површини од 99,57 km². Налази се на средњој надморској висини од 67 метара (максималној 80 m, а минималној 33 m).

## Демографија
| 1962. | 1968. | 1975. | 1982.  | 1990.  | 1999.  | 2011.  |
| ----- | ----- | ----- | ------ | ------ | ------ | ------ |
| 2.960 | 3.548 | 6.445 | 13.730 | 16.768 | 16.927 | 16.417 |

График промене броја становника у току последњих година

## Партнерски градови
- Рајнхајм